# Geroldinger Wald
Geroldinger Wald ist eine unbewohnte Katastralgemeinde der Gemeinde Dunkelsteinerwald im Bezirk Melk in Niederösterreich.
Die Katastralgemeinde befindet sich nordwestlich von Hohenwarth und umfasst etwa den Gipfelbereich des Berginger Kogels oberhalb von Berging.